# فرودگاه کنفیلد
فرودگاه کنفیلد (به انگلیسی: Canefield Airport) یک فرودگاه همگانی با کد یاتا DCF است که یک باند فرود آسفالت دارد و طول باند آن ۹۵۴ متر است. این فرودگاه در شهر روسو کشور دومینیکا قرار دارد.

## Passenger
| شرکت‌های هواپیمایی                     | مقصدهای پروازی                                                                               |
| ------------------------------------- | -------------------------------------------------------------------------------------------- |
| کوستال ایر                            | هنری ئی. رولسن                                                                               |
| TIA2000                               | گرانتلی ادمز، ماریس بیشاپ، هوانورا (آغاز از ۲۳ اکتبر ۲۰۱۷)، جرج واین گارتنر ال چارلز، آرگایل |
| وین ایر                               | پرینسس جولیانا، و.س. برد                                                                     |
| Airawak<ref>http://www.airawak.co.uk/ | مارتینیک امه سزر                                                                             |
| Bevin Air Services                    | سیرل گری کینگ                                                                                |
| LIAT اجرا توسط کاریبین هلی‌کوپترز      | و.س. برد                                                                                     |